# Сит Склир
Сит Склир (на средногръцки: Σηθ Σκληρός) е византийски астролог, маг и окултист от XII век – майстор на магиите и леканомантията, който заради злините си бил ослепен по заповед на император Мануил I Комнин. По-късно от способностите му се ползвал и император Андроник I Комнин.
За Сит Склир и вещите му умения в областта на магията и окултното споменава в историята си Никита Хониат. Той разказва, че Сит се домогвал до една благородна девица, която неколкократно го отблъсквала. Накрая Сит Склир ѝ изпратил омагьосана праскова, от която тя била обзета от луда страст по него и той успял да я обезчести. Заради злите си деяния и страстта си по астрологията и демоничните занимания през 1166/1167 г. Сит Склир и магът Михаил Сикидит, били наказани от император Мануил I с ослепяване чрез нагорещено желязо.
Наказанието обаче не отказало Сит от тъмните занимания, към които се върнал по времето на император Анрдроник I Комнин. Самият Андроник, който бил известен с увлечението по всякакви магически ритуали и предсказания, се ползвал от услугите на Сит Склир, който изпълнявал такива ритуали още от малко момче. Предсказанията правел демон, който бил призоваван нощем чрез съд с мътна вода – форма на леканомантия. На последния такъв сеанс, проведен в началото на септември 1185 г., присъствали императорът и Стефан Айохристофорит. Зададен бил въпросът кой ще наследи или детронира Андроник II и по кое време ще се случи това. Тогава върху повърхността на мътната вода се появили първите две букви от търсеното име – „йота“ и „сигма“. Било предсказано и че Андроник ще се прости с престола до празника Въздвижение на Светия кръст (14 септември). Присъстващите стигнали до извода, че предсказанието се отнася за Исак Ангел. Именно усилията да попречат на сбъдването на предсказаното станали причина Исак Ангел да завземе властта след кървав „пуч“.